# 李崇霄
李崇霄（1971年4月7日—2022年6月22日），生於河北省唐山市，是中華人民共和國一位男演員，畢業於北京廣播學院。毕业后进入北京电视台做一档生活节目的主持人。1994年，李崇霄从主持人转行成演员。不久李崇霄結識了德國籍妻子。2013年8月8日，李崇霄与北京电视台、紫禁城影业演艺经纪部签约。
2022年6月26日，李崇霄的經紀人張潔貼出訃聞，指李崇霄於2022年6月22日不幸辭世，並預計在2022年7月1日上午九點在北京市順義區殯儀館舉辦告別式。但訃聞未有透露死因，因而引起各方猜測。李崇霄遺下混血女兒李詩穎。

## 影視作品列表
李崇霄生前出演超過50部作品：
- 《五星大饭店》
- 《夜幕下的哈尔滨》[4]
- 《老爸的美好年代》[7]
- 《野百合也有春天》
- 《搭错车》
- 《妯娌的三国时代》
- 《老牛家的战争》
- 《投名状》[8]
- 《武则天》，飾演李承乾[5]
- 《隋唐演義》，飾演楊勇[2]
- 《深海利剑》
- 《超时空大玩家》[9]
- 《李春天的春天》
- 《愛的品格》
- 《超時空大玩家2》[3]
- 《马文的战争》[10]
- 《憨妻的都市日记》[11]
- 《谁来伺候妈》[12]
- 《老爸的筒子楼》[13]
- 《最后一枪》[14]